# Linguística antropológica
Linguística antropológica é o ramo da ciência linguística que estuda a linguagem a partir das bases de conhecimento da antropologia. Não deve ser confundida com Antropologia Linguística, que se propõe a ser o ramo da antropologia que estuda o ser humano a partir da linguagem com que se comunica.

## Lévi-Strauss e o trabalho com as tribos

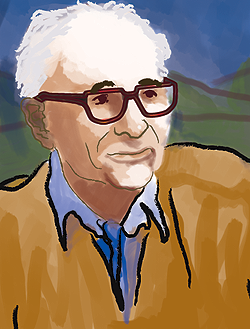
Retrato de Lévi-Strauss por Pablo Secca

Claude Lévi-Strauss, nascido em 28 de novembro de 1908 em Bruxelas (Bélgica), foi considerado um dos maiores antropólogos de todos os tempos. Faleceu em Paris, onde estudou e passou a maior parte de sua vida, em 3 de novembro de 2009.
Em 1935 veio ao Brasil para lecionar sociologia na recém-criada Universidade de São Paulo. Formado em filosofia na França, no Brasil voltaria seus interesses aos estudos etnológicos.
Com sua mulher, explorou a região onde vivem os índios Kadiwéus, no Estado do Mato Grosso do Sul (margem esquerda do rio Paraguai), e os Bororos, no Estado de Mato Grosso, tendo nessas ocasiões recolhido material etnográfico para o Museu do Homem, em Paris.
Sua experiência no Brasil foi narrada em seu livro Tristes trópicos (1955).
O trabalho de Lévi-Strauss foi fortemente influenciado pela obra do linguista suíço Ferdinand de Saussure, o que o tornou pai da antropologia estrutural, que revolucionaria o pensamento ocidental, após o lançamento da obra As estruturas elementares do parentesco (1949).

## Línguas indígenas brasileiras

Mapa do Brasil mostrando a distribuição dos principais povos indígenas à época do descobrimento.

Segundo Aryon Rodrigues (1986), existem no Brasil atualmente cerca de 180 línguas indígenas, das quais uma pequena parcela tem registros confiáveis e uma quantidade ainda menor tem estudos sérios e completos.
Dentre os centros de estudos de línguas indígenas brasileiras, destacam-se a Universidade de Brasília, com seu Laboratório de Línguas Indígenas, a Universidade Estadual de Campinas (Instituto de Estudos da Linguagem), o Museu Paraense Emílio Goeldi, a Universidade Federal de Goiás (Museu Antropológico) e a Universidade Federal do Rio de Janeiro.
O histórico do estudo das línguas indígenas no Brasil mostra que ainda há muito por ser feito, e com metodologia melhor do que aquela utilizada no passado.
Por volta da década de 1940 missionários enviados pelo Summer Institute of Linguistics (Dallas, Texas, EUA) começaram trabalhos junto a diversas tribos brasileiras. No entanto, como seu objetivo era mais missionário do que linguístico, os trabalhos produzidos nem sempre são confiáveis. Além disso, a presença do SIL no Brasil trouxe não raro experiências sacrificantes para os indígenas, com sérias sequelas culturais e sociais.
Mattoso Camara Jr., um dos maiores linguistas fundou grande tradição nos estudos das línguas indígenas, tendo trazido grande contribuição para a área e um ótimo livro introdutório compilado a partir de um conjunto de palestras suas, "Introdução às línguas indígenas brasileiras" (1956).
Um número considerável de pesquisadores trabalham hoje na descrição e análise de línguas indígenas, com trabalhos de campo para coleta de dados e trabalhos publicados no Brasil e no exterior. No entanto, a situação para as línguas brasileiras não deixa de ser crítica, exigindo uma posição mais forte da sociedade, universidades e governos; a cada ano línguas completas e totalmente distintas de qualquer outra no mundo podem simplesmente desaparecer: há atualmente muitas línguas que possuem menos de 100 falantes, outras que possuem 3 ou 4 e até aquelas que possuem apenas semi-falantes, que têm pouco conhecimento ou apenas entendem determinada língua.
Embora todo o esforço feito no momento seja positivo, deve-se alertar para o fato de que o risco para essas sociedades é constante, seja pelo pequeno número de pessoas que habitam as tribos e falam efetivamente a língua, seja pelo descaso da sociedade e das autoridades.